# 康乃狄克立即成就聯盟
康乃狄克立即成就聯盟（英文：the Connecticut Coalition for Achievement Now，縮寫：ConnCAN），成立於2005年1月，其宗旨在推動教育法案以協助每一位康涅狄格州的孩子順利進入公立學校就讀。

## 外部連結
- ConnCAN官方網站 （页面存档备份，存于）